# Michael Savage
Michael Savage (ur. 23 marca 1872 w Tatong, zm. 27 marca 1940 w Wellington) – polityk nowozelandzki, w latach 1935–1940 pierwszy w historii członek Partii Pracy pełniący urząd premiera Nowej Zelandii.
Młodość spędził w Australii, skąd przeniósł się do Nowej Zelandii mając 35 lat. Imał się różnych zajęć, był m.in. górnikiem i magazynierem, aby wreszcie stać się etatowym działaczem związków zawodowych. W 1919, kandydując po raz drugi, dostał się do Izby Reprezentantów. W 1933, po śmierci wieloletniego przywódcy labourzystów Harry'ego Hollanda, został wybrany na lidera Partii Pracy. Wcześniej, w czasie wielkiego kryzysu stał się szeroko znany dzięki swoim podróżom po kraju, podczas których wykorzystywał kiepską sytuacją gospodarczą do krytykowania rządu. 
W 1935 Partia Pracy po raz pierwszy w swej historii wygrała wybory, a jej lider został premierem. Savage okazał się popularnym szefem rządu, który znacznie rozbudował nowozelandzkie państwo opiekuńcze. Ceną za sukces polityczny było jego własne zdrowie. W czasie pełnienia urzędu zdiagnozowano u niego raka jelita grubego. Wbrew zaleceniom lekarzy, odmówił poddania się poważniejszemu leczeniu aż do końca kampanii wyborczej w roku 1938, która przyniosła mu reelekcję. Pomimo bliskich związków łączonych Nową Zelandię z Wielką Brytanią, Savage krytykował politykę appeasementu. 3 września 1939 - będąc już praktycznie przykutym do swego łóżka - wydał decyzję o wypowiedzeniu Niemcom wojny.
Nie udało mu się odzyskać zdrowia i zmarł pod koniec marca 1940 roku, mając 68 lat. Został pochowany z najwyższymi honorami państwowymi, zaś jego pokaźnej wielkości grobowiec znajduje się na klifie nad Pacyfikiem w Auckland - mieście, które przez całe swe polityczne życie reprezentował w parlamencie. Nigdy się nie ożenił i zmarł bezpotomnie.